# 다솔초등학교
다솔초등학교는 대한민국 경기도 수원시 장안구에 있는 공립 초등학교이다.

## 학교 연혁
- 2011년 3월 4일 다솔초등학교 설립
- 2013년 3월 31일 다솔초등학교 준공
- 2013년 5월 28일 초대 최용성 교장 부임
- 2013년 5월 28일 다솔초등학교 개교
- 2013년 6월 3일 병설유치원 개원
- 2014년 2월 14일 제1회 졸업식(남 69명, 여 81명, 계 150명 졸업)
- 2014년 3월 10일 43학급 편성
- 2015년 2월 13일 제2회 졸업식(남 98명, 여 75명, 계 173명 졸업)
- 2015년 3월 2일 48학급 편성(일반 47학급, 특수 1학급)

2019년 겨울, 교장 교체. 박현진 교장